# لوتار شنايدر (لاعب كرة قدم)
لوتار شنايدر (بالألمانية: Lothar Schneider)‏ هو لاعب كرة قدم ألماني، ولد في 3 ديسمبر 1953 في ألمانيا. لعب مع تنس بوروسيا برلين وروت فايس أوبرهاوزن ونادي دويسبورغ ونادي سيون.

## وصلات خارجية
- لوثار شنايدر على موقع قاعدة بيانات كرة القدم.إي يو (الإنجليزية)
- لوثار شنايدر على موقع بيانات كرة القدم. دي إي (الألمانية)
- لوثار شنايدر على موقع عالم كرة القدم.نت (الإنجليزية)